# Volkswagen Sharan

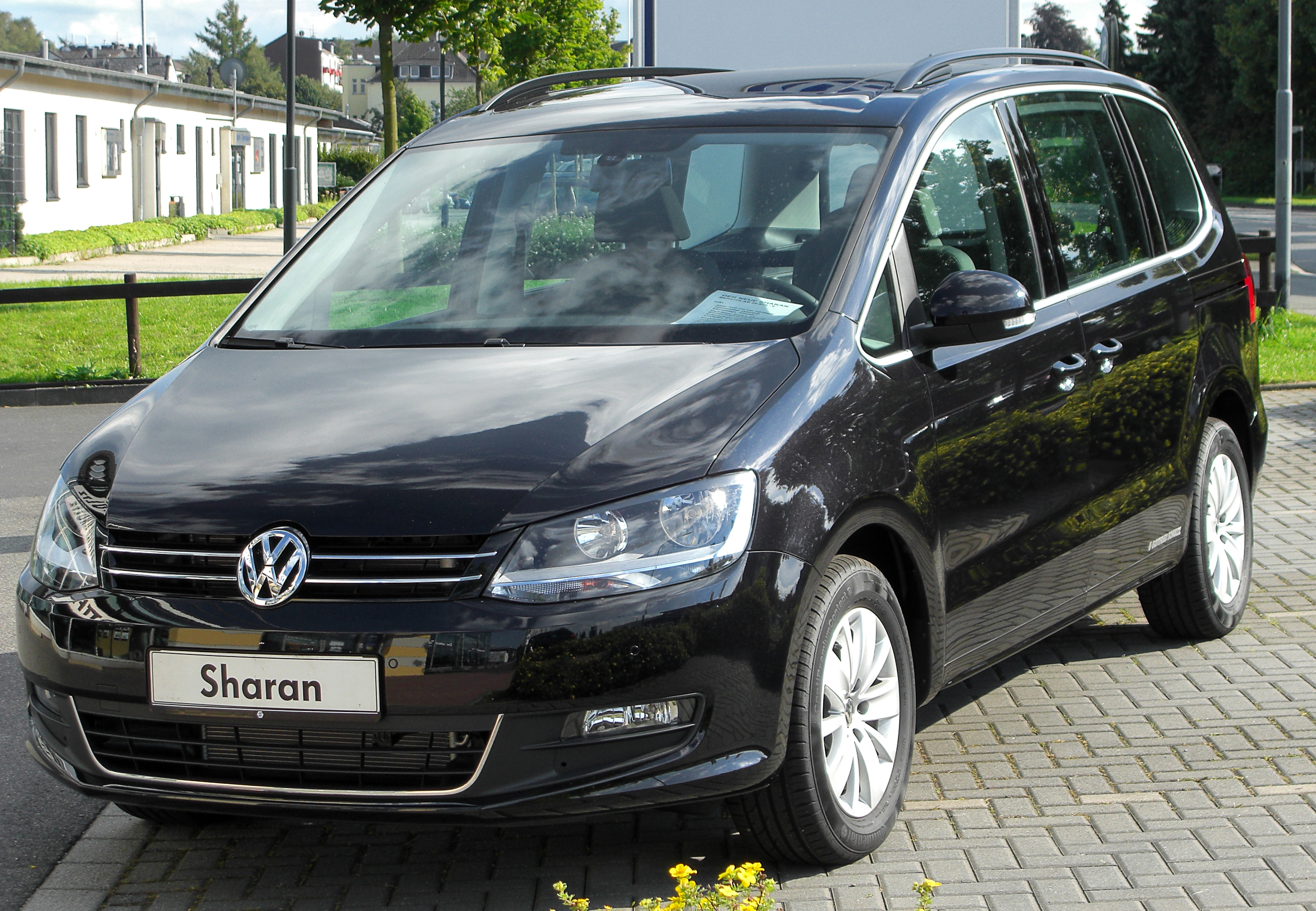
VW Sharan II 2.0 TDI.

El Volkswagen Sharan és un MPV de set seients produït pel fabricant alemany Volkswagen. El Sharan es troba actualment en la seva segona generació i està construït a la planta AutoEuropa a Palmela, Portugal. Comparteix la mateixa Plataforma amb el SEAT Alhambra, i la primera generació també està relacionada amb el Ford Galaxy.